# Stanisław Wolak
Stanisław Wolak (ur. 20 maja 1891 w Drohobyczu, zm. 20 kwietnia 1919 na Persenkówce) – podporucznik piechoty Wojska Polskiego.

## Życiorys

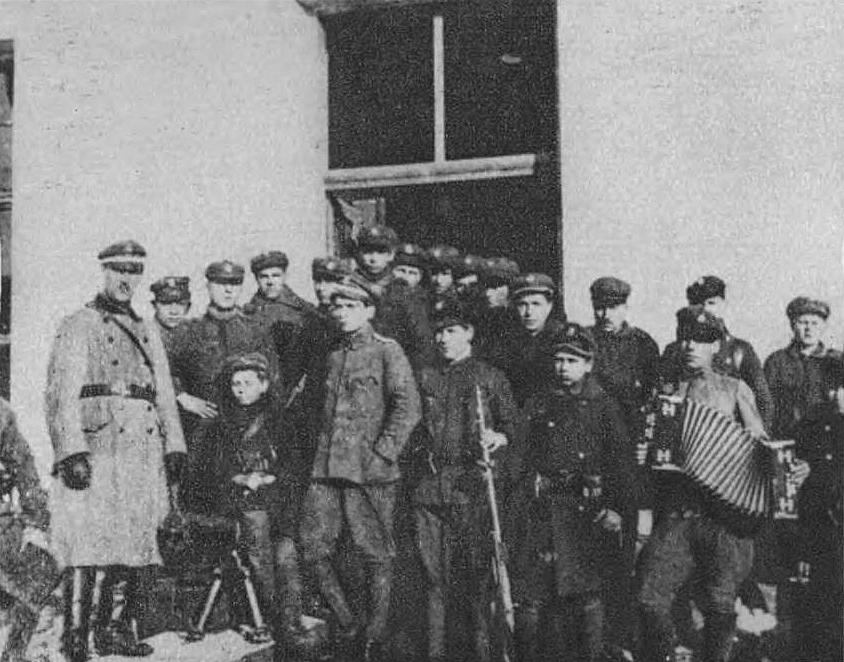
Stanisław Wolak ze swoim plutonem oraz ze zdobytym karabinem maszynowym

Urodził się 20 maja 1891 w Drohobyczu. Pochodził z rodziny ziemiańskiej. Ukończył gimnazjum. Pracował jako urzędnik prywatny.
Podczas I wojny światowej w 1915 został wcielony do c. i k. armii. U kresu wojny brał udział w obronie Lwowa podczas wojny polsko-ukraińskiej, walcząc w stopniu podporucznika – pomimo tego, że z  uwagi na chorobę serca nie był zobowiązany do służby wojskowej. W dniu 2 listopada kierowany przez niego oddział wraz z oddziałami Romana Abrahama i Wojciecha Kułakowskiego zaatakowały dworzec kolejowy, zajmując magazyn broni i amunicji. W dniu 5 listopada współkierował (według komunikatu Naczelnej Komendy WP wraz z ppor. Zygmuntem Rudólffem, dowodzącym oddziałem karabinów maszynowych) atakiem na stację skniłowską, w którym dokonano zdobycia łącznie 12 armat i pociągu wraz z transportem amunicji oraz wzięcia do niewoli 51 Ukraińców. 9 listopada dokonał zajęcia Skniłowa, a po kilku dniach dokonał podobnego przejęcia 6 armat pod Kulparkowem. 13 listopada 1918 został mianowany komendantem placówki w zakładach przemysłowych „Merkury” (fabryka chleba). Wówczas działał na obszarze Skniłówka. W dniach 13-14 listopada uczestniczył w bitwie kulparkowskiej, uznawanej za jedną z największych walk podczas obrony Lwowa. Od tego czasu do oswobodzenia Lwowa 22 listopada dowodzona przez niego placówka była szczególnie aktywna w atakach wypadowych. 
Pod koniec listopada był w grupie żołnierzy otrzymujących pochwałę od komendanta IV odcinka, kpt. Bronisława Pierackiego. W listopadzie i grudniu Wolak uczestniczył w wypadach i patrolach na zewnętrznych odcinkach miasta. 4 grudnia dowodził atakiem, zdobywając Bartatów. 16 grudnia kierował oddziałem przybyłym do pomocy po ataku Ukraińców na Sokolniki. W dniu 23 grudnia 1918 uczestniczył w ataku na Konopnicę oraz Bartatów. Pod koniec grudnia 1918 kierował oddziałem w sile 34 żołnierzy, realizującego brawurowo odbicie Skniłowa z rąk 10-krotnie liczniejszego oddziału Petlurowców, ponownie zdobywając broń i biorąc jeńców. Od tego czasu służy na moście skniłowskim skutecznie odznaczając się w walkach. Broniąc się i wyczerpując amunicję 11 stycznia 1919 został wzięty do niewoli przez Ukraińców, z której w trakcie zamieszania zdołał zbiec, po czym raz jeszcze był organizatorem kontrataku, skutkującego odbiciem Skniłowa. W marcu i kwietniu 1919 walczył w Persenkówce, będąc w tym okresie organizatorem odważnych ataków z pozycji w okopach. Służył w II pułku Strzelców Lwowskich, tj. późniejszej 7 kompanii 39 pułku Piechoty Strzelców Lwowskich. Jako podporucznik tego pułku podczas zwycięskiego ataku w Persenkówce, w niedzielę wielkanocną 20 kwietnia 1919 niosąc zdobyczny karabin maszynowy i prowadząc jeńców został postrzelony śmiertelnie.
Jego pogrzeb odbył się 23 kwietnia 1919 z kaplicy szpitala WP „Technika”. Został pochowany na Cmentarzu Obrońców Lwowa (katakumby, miejsce 5).

## Upamiętnienie
Nazwisko Stanisława Wolaka zostało wymienione na tablicy umieszczonej na Pomniku Obrońców Lwowa na Persenkówce.
Uchwałą Rady Miasta Lwowa z listopada 1938 jednej z ulic we Lwowie nadano imię Stanisława Wolaka.

## Odznaczenia
- Krzyż Srebrny Orderu Virtuti Militari – pośmiertnie (dekoracja dokonana 17 kwietnia 1921 we Lwowie przez gen. broni Tadeusza Rozwadowskiego)[27][3]
- Krzyż Niepodległości – pośmiertnie (4 listopada 1933, za pracę w dziele odzyskania niepodległości)[28][29]
- inne odznaczenia[3]